# Коллинз-стрит
Улица Коллинз, или Коллинз-стрит (англ. Collins Street) — главная магистраль в  центральной части города Мельбурн. Улица известна зданиями в стиле викторианской архитектуры. Здесь расположены престижные магазины и офисы финансовых организаций, церкви баптистская, конгрегационалистская и пресвитерианская, театры Атенеум и Регент.
Магистраль была проложена топографом Робертом Ходдлом и названа в честь морского офицера и колониального администратора Дэвида Коллинза, который в начале XIX века содействовал основанию первого поселения европейских мигрантов на полуострове Морнингтон, недалеко от Мельбурна. Впоследствии он стал первым лейтенант-губернатором колонии Земля Ван-Димена, позже переименованной в Тасманию. На западном конце улицы в то время находился холм Бэтмена, названный по имени бизнесмена и фермера Джона Бэтмена, который построил здесь дом в апреле 1836 года и жил в нём до самой смерти в 1839 году.
Впервые улица была значительно перестроена в середине 1850-х годов, когда тротуары были оформлены бордюрами и установлены водостоки. В 1855 году здесь появилось газовое освещение. В 1875 году были посажены вязы. В 1886 году была заложена ветка трамвая, которая начала полноценно функционировать только с 1930 года.
В конце XIX — начале XX века в верхней части улицы Коллинз предпочитали селиться врачи. В то время здесь были построены здание престижного Мельбурнского клуба и Гросвенорские палаты — комплекс художественных мастерских, которые арендовали многие известные австралийские художники. В начале XX века одним из развлечений для жителей улицы было «сделать Блока» (англ. doing the Block), то есть посетить торговый центр Аркады Блока, расположенный на пересечении улицы Коллинз с улицами Елизаветы и Суонстон.
Здание офиса банка Нового Южного Уэльса в Мельбурне было спроектировано архитектором Джозефом Ридом, получившим за этот проект первый приз в области архитектуры. Когда в 1935 году здание снесли, его фасад был передан Мельбурнскому Университету, и в настоящее время является фасадом здания факультета архитектуры, строительства и планирования.
В 1950—1980-х годах улица подверглась обширной реконструкции, в ходе которой подрядчиком, несмотря на протесты общественности, были уничтожены многие исторические здания в стиле викторианской архитектуры, среди которых особую ценность представляли Федеральный дворец кофе, здание Колониального общества взаимопомощи, здание Робба, здание Королевы Виктории, здание Мельбурнского городского банка, гостиница Скотта, Мельбурнские особняки и здание APA. Многие из зданий, разрушенных в то время, были задокументированы фотографом Марком Стризиком и хранятся в архивах Государственной библиотеки штата Виктория. В 2003—2005 годах улица Коллинз была значительно продлена на запад.